# Åkning (rörlig bild)
Åkning - kameran åker/rör på sig, det filmade objektet/objekten står stilla. Kameran kan röra på sig med hjälp av en kamerakran, dolly, steadicam eller något annat lämpligt, det viktiga är att den rör på sig i sid-, höjd- eller djupled.
Se även följning (rörlig bild).